# Daniel Brown (kierowca wyścigowy)
Daniel Brown (ur. 5 lipca 1991 roku w Esseksie) – brytyjski kierowca wyścigowy.

## Kariera
Brown rozpoczął karierę w międzynarodowych wyścigach samochodowych w 2005 roku od gościnnych startów w T Cars Autumn Trophy, gdzie raz stanął na podium. W późniejszych latach Brytyjczyk pojawiał się także w stawce SAXMAX Great Britain, T Cars, Formuły Palmer Audi Autumn Trophy, Formuły Palmer Audi, Belgian GT Championship, British GT Championship, International GT Open, FIA GT3 European Championship, Blancpain Endurance Series, ADAC GT Masters, European Le Mans Series oraz NASCAR Camping World Truck Series.